# 斯圖爾茨敦 (新罕布什爾州)
斯圖爾茨敦（英語：Stewartstown）是一個位於美國新罕布什爾州庫斯縣的鎮。

## 人口
根據2020年美國人口普查的數據，斯圖爾茨敦的面積為121.40平方千米，當中陸地面積為119.80平方千米，而水域面積為1.60平方千米。當地共有人口813人，而人口密度為每平方千米7人。